# Nicolas Maeyens
Nicolas Maeyens (Brussel, 12 maart 1992) is een Belgische middenvelder, die een paar seizoenen bij FC Brussels in de Tweede klasse in België heeft gevoetbald. 

## Carrière
Maeyens speelde in de jeugd van KVK Wemmel, RSC Anderlecht en FC Brussels. Bij deze laatste maakte hij zijn profdebuut in het seizoen 2009/10 bij tweedeklasser FC Brussels. Hij speelde er tot 2012 toen hij eerste werd uitgeleend en daarna definitief vertrok naar KV Woluwe-Zaventem. Nadien volgde een seizoen bij RRC Waterloo en een seizoen bij FC Pepingen. In 2016 trok hij naar RWDM dat hij na een seizoen inwisselde voor RAAL La Louvière.
Van 2018 tot 2021 speelde hij voor RCS Braine. Nadien volgde een seizoen bij tweedeprovincialer KVK Wemmel en een seizoen bij tweedeprovincialer Union Rixensartoise. In de zomer van 2023 maakte hij de overstap naar RAS Saintoise.

## Statistieken
| seizoen | club        | land   | competitie    | wed | goals |
| ------- | ----------- | ------ | ------------- | --- | ----- |
| 2009/10 | FC Brussels | België | Tweede Klasse | 11  | 0     |
| 2010/11 | FC Brussels | België | Tweede Klasse | 20  | 1     |
| 2011/12 | FC Brussels | België | Tweede Klasse | 0   | 0     |
|         |             |        | Totaal        | 31  | 1     |